# Gemäßigter Realismus
Der Gemäßigte Realismus ist eine philosophische Position innerhalb des Universalienstreits, der im Mittelalter begann und bis heute keine endgültige Lösung gefunden hat. Es geht darin um den ontologischen Status der Allgemeinbegriffe: existieren diese nur in Gedanken oder sind sie substanzielle Seinseinheiten (Entitäten)? Der starke Realismus vertritt die Position Platons, dass die Universalien tatsächlich als substanzielles Dasein, völlig unabhängig von erscheinenden Einzeldingen, existieren, wie die platonischen Ideen (universalia ante rem). Der gemäßigte Realismus dagegen lehrt, dass die Universalien an und in den Dingen existieren und vom Denken erfasst werden können, deshalb objektive Gültigkeit besitzen (als universalia in re).
Weil diese Form des Realismus kritisch Rechenschaft über die Existenz des vom menschlichen Bewusstsein unabhängigen, wirklichen Seienden gibt und dazu auch die Ergebnisse der Einzelwissenschaften einbezieht, spricht man auch vom gemäßigt-kritischen Realismus.